# Sandrine Viglino
 (mai 2017).
Si vous disposez d'ouvrages ou d'articles de référence ou si vous connaissez des sites web de qualité traitant du thème abordé ici, merci de compléter l'article en donnant les références utiles à sa vérifiabilité et en les liant à la section « Notes et références ».

Lors de son spectacle « Sandrine Viglino se pose des questions (mais se fout des réponses) », en 2013.

Sandrine Viglino, née le 10 janvier 1976 à Martigny, est une musicienne et humoriste suisse.

## Biographie
Sandrine Viglino naît le 10 janvier 1976 à Martigny, dans le canton du Valais. Elle est originaire de Martigny-Croix.
Elle débute la musique à 4 ans et apprend l’accordéon et la guitare. Dès 14 ans, elle anime des bals populaires en solo ou en trio.
C’est pendant de sa formation d’institutrice, qu'elle achève en 1995 à l'École normale, qu’elle commence à composer ses premiers morceaux et fonde un groupe de dix musiciens appelé Magma. Avec le soutien de Monette Daetwyler[Qui ?], elle accompagne avec Magma différentes comédies musicales.
Elle quitte l'enseignement en 2003.

### Radio et télévision
En 1996, elle rencontre Yann Lambiel, avec qui elle franchit différentes étapes.
En 2000, elle participe aux Dicodeurs sur la RSR et fait quelques apparitions sur la TSR. Grâce à Ivan Frésard, Sandrine Viglino et Yann Lambiel se retrouvent pour un nouveau défi : une émission dominicale satirique de la RSR, intitulée La soupe est pleine. Ce projet l'amène à étendre son répertoire et à travailler avec Frédéric Recrosio, Thierry Meury et Laurent Flutsch, auteurs et interprètes de la scène humoristique suisse romande.
Elle participe à deux reprises, en 2011 et 2012, à l'émission de Laurent Ruquier On n'demande qu'à en rire sur France 2.
Depuis 2014, elle est chroniqueuse pour la radio Rhône FM avec la chronique PAN dans la semaine, puis PAN dans le morning.

### Spectacles
Fin 2002, elle fait la première partie du spectacle du comique français Tex lors de son passage à Martigny. En 2003, elle crée son premier spectacle, Drôles de Gammes, au festival du rire Morges-Sous-Rire à Morges.
2005 est l'année de son deuxième one-woman-show, C'est ma tournée, dont la dernière a lieu en juin 2007. En décembre 2005, elle participe pour la deuxième fois à La Revue de Cuche et Barbezat à Neuchâtel. En 2006, elle participe à Sion 2006 quand-même, une fête valaisanne sur le thème des Jeux olympiques qui se joue à guichet fermé devant plus de 15 000 personnes, aux côtés de Yann Lambiel, Lolita Morena, Zoé, Cuche et Barbezat, Karim Slama et Frédéric Recrosio.
- 2006 : C'est ma tournée[4]
- 2013 : Sandrine Viglino se pose des questions (mais se fout des réponses)[5],[6]
- 2016 : Imagine +[7]
- 2019 : Roadtrip[8],[9]
- 2020 : PICNIC Tour[10], petit frère de Roadtrip, adaptation Covid en extérieur
- 2021 : PICNIC Tour, édition 2021
- 2022 : PICNIC Tour, saison 3
- 2023 : Simply The Best[11]
- 2023 : Humour, Foire et Beauté, création et production du trio, avec Nathalie Devantay et Forma

### Musique
Elle compose toutes les bandes-sons des spectacles de Yann Lambiel comme Délit de Suisse ou Satires obligatoires.

## Distinctions
- 2013 : Prix François Silvant remis au Festival du rire de Montreux[12]
- 2015 : Prix de la Presse au festival Armor-de-rire en Bretagne[13]